# Šlomo Benizri
Šlomo Benizri (hebrejsky שלמה בניזרי, ‎ * 7. února 1961 Haifa) je izraelský rabín, bývalý politik a bývalý poslanec Knesetu za stranu Šas.

## Biografie
Narodil se 7. února 1961 ve městě Haifa. Studoval na střední škole Nešer a pak byl prohlášen za rabína na talmudské škole při synagoze Or ha-Chajim. Sloužil v izraelské armádě, kde dosáhl hodnosti First Sergeant (Rav Samal). Hovoří hebrejsky, anglicky a marockou arabštinou. Působí jako duchovní.

## Politická dráha
V izraelském parlamentu zasedl po volbách do Knesetu v roce 1992, ve kterých kandidoval za Šas. Byl pak členem parlamentního výboru pro drogové závislosti, finančního výboru a výboru House Committee. Mandát obhájil ve volbách do Knesetu v roce 1996. Ve funkčním období 1996–1999 zastával funkci náměstka ministra zdravotnictví. Opětovně byl zvolen do Knesetu ve volbách do Knesetu v roce 1999. V letech 1999–2000 potom zastával post ministra zdravotnictví. V letech 2001–2002 byl ve vládě Ariela Šarona ministrem práce a sociální péče. S malou přestávkou několika týdnů pak tento post zastával znovu v letech 2002–2003.
Ve volbách do Knesetu v roce 2003 byl opět zvolen. V letech 2003–2006 byl členem parlamentního výboru pro zahraniční záležitosti a obranu. Zvolen byl i ve volbách do Knesetu v roce 2006. Znovu usedl jako člen do výboru pro zahraniční záležitosti a obranu. Mandát ale ukončil předčasně v dubnu 2008, protože byl odsouzen za braní úplatků a poslán do vězení. V Knesetu jej nahradil Mazor Bahajna.
K výkonu trestu nastoupil 1. září 2009 ve věznici Ma'ašijahu. Od prosince 2011 byl jeho spoluvězněm bývalý izraelský prezident Moše Kacav. Díky dobrému chování byl Benizri z vězení propuštěn 1. března 2012 po výkonu dvou třetin trestu.